# DFDS
La DFDS, abbreviazione di Det Forenede Dampskibs-Selskab, è una compagnia di trasporti e logistica internazionale con sede a Copenaghen, in Danimarca.

## Storia
La Det Forenede Dampskibs-Selskab, è stata costituita sotto la guida di Carl Frederik Tietgen, l'11 dicembre 1866. Essa deriva dalla fusione di più compagnie di navigazione danesi. Le rotte ebbero come porto principale quello di Copenaghen ed erano rivolte a collegamenti verso la Norvegia, Belgio, Regno Unito, Islanda e Fær Øer.
Con la crescita dell'azienda, furono aperti ulteriori collegamenti verso la Svezia, Francia e il mar Mediterraneo, nonché con il Sud e Nord America.
Attualmente è la compagnia di navigazione più importante del suo settore nella zona baltica ed europea.

## Attività acquisite

### DFDS Tor Line
DFDS Tor Line era la divisione di trasporto merci di DFDS. Essa gestiva traghetti di tipo Ro-Ro sul mar Baltico e sul Mare del Nord. Tali attività sono state integrate nella DFDS in seguito all'acquisizione di Norfolkline nel 2010.

### DFDS Lisco
DFDS Lisco è stata la divisione lituana della DFDS e gestiva linee da e verso la Germania, Russia, Lettonia e Svezia. Tali attività sono state integrate nel 2010.

### DFDS Lys Line
DFDS Lys Line era la divisione di trasporto merci tramite navi portacontainer. I collegamenti gestiti, riguardavano Germania, Svezia, Regno Unito, Italia e Spagna. Viene integrata in DFDS in seguito all'acquisizione di Norfolkline nel 2010.

### DFDS Container Line
DFDS Container Line si occupava anch'essa di trasporti tramite navi portacontainer. Essa gestiva le linee tra Irlanda e Paesi Bassi.

### Norfolkline
Norfolkline era una compagnia di traghetti controllata dalla Maersk. Gestiva collegamenti nel mare d'Irlanda e Mare del Nord. Acquisita inizialmente per il 31% da parte di DFDS, nel 2013 le azioni sono state completamente vendute alla compagnia danese.

### U.N. Ro-Ro
U.N. Ro-Ro gestiva linee con traghetti di tipo Ro-Ro dalla Turchia verso Grecia, Italia e Francia. Nell'aprile 2018, la compagnia danese ha acquistato le intere quote della società, comprendenti anche i terminal di Trieste e Istanbul.

## Flotta

### Unità destinate ai collegamenti sul canale della Manica
| Nome              | Bandiera               | Anno di costruzione | Lunghezza (m) | Velocità in nodi | Passeggeri/Auto | Immagine | Note                                                |
| ----------------- | ---------------------- | ------------------- | ------------- | ---------------- | --------------- | -------- | --------------------------------------------------- |
| Dover Seaways     | Regno Unito (bandiera) | 2005                | 186           | 25               | 930/200         |          | Proveniente dalla Norfolkline                       |
| Dunkerque Seaways | Regno Unito (bandiera) | 2005                | 186           | 25               | 930/200         |          | Proveniente dalla Norfolkline                       |
| Delft Seaways     | Regno Unito (bandiera) | 2006                | 186           | 25               | 930/200         |          | Proveniente dalla Norfolkline                       |
| Côte d'Opale      | Francia (bandiera)     | 2021                | 216           | 25               | 930/120         |          | noleggiata da Stena Ro-Ro a lungo termine           |
| Côte des Dunes    | Francia (bandiera)     | 2001                | 185,8         | 25               | 1900/700        |          | Proveniente dalla SeaFrance                         |
| Côte des Flandres | Francia (bandiera)     | 2004                | 185,8         | 25               | 1900/700        |          | Proveniente dalla SeaFrance                         |
| Seven Sisters     | Francia (bandiera)     | 2006                | 143           | 22               | 600/224         |          | Proveniente dalla Transmanche Ferries               |
| Côte d'Albatre    | Francia (bandiera)     | 2005                | 143           | 22               | 600/224         |          | Proveniente dalla Transmanche Ferries               |
| Tarifa Jet        |                        | 1997                | 86,62         | 40               | 800/200         |          | Impiegato nei collegamenti nelle isole della Manica |
| Levante Jet       | 2015                   | 85,20               | 37            | 692/151          |                 |          | Impiegato nei collegamenti nelle isole della Manica |
| Optima Seaways    |                        | 1999                | 186           | 21,5             | 327/221         |          | Impiegato nei collegamenti tra Rosslare e Dunkerque |
| Athena Seaways    | 2007                   | 198,99              | 24,5          | 500/120          |                 |          | Impiegato nei collegamenti tra Rosslare e Dunkerque |

### Unità destinate ai collegamenti tra Regno Unito e Paesi Bassi
| Nome             | Anno di costruzione | Lunghezza (m) | Velocità in nodi | Passeggeri/Auto | Bandiera             | Immagine | Note |
| ---------------- | ------------------- | ------------- | ---------------- | --------------- | -------------------- | -------- | ---- |
| Princess Seaways | 1986                | 161,4         | 21               | 1320/550        | Danimarca (bandiera) |          |      |
| King Seaways     | 1987                | 161,4         | 21               | 1320/550        | Danimarca (bandiera) |          |      |

### Unità destinate ai collegamenti tra Germania e Lituania
| Nome             | Anno di costruzione | Lunghezza (m) | Velocità in nodi | Passeggeri/Auto | Bandiera             | Immagine | Note |
| ---------------- | ------------------- | ------------- | ---------------- | --------------- | -------------------- | -------- | ---- |
| Victoria Seaways | 2009                | 199           | 24               | 600/1000        | Lituania (bandiera)  |          |      |
| Luna Seaways     | 2022                | 230           | 23               | 600             | Danimarca (bandiera) |          |      |

### Unità destinate ai collegamenti tra Lituania e Svezia
| Nome           | Bandiera             | Anno di costruzione | Lunghezza (m) | Velocità in nodi | Passeggeri/Auto | Immagine | Note |
| -------------- | -------------------- | ------------------- | ------------- | ---------------- | --------------- | -------- | ---- |
| Patria Seaways | Lituania (bandiera)  | 1990                | 158           | 18               | 500/1550        |          |      |
| Regina Seaways | Lituania (bandiera)  | 2011                | 199           | 24               | 600/1000        |          |      |
| Aura Seaways   | Danimarca (bandiera) | 2021                | 230           | 23               | 600/4.500 m.l.  |          |      |

### Unità destinate ai collegamenti tra Estonia e Svezia
| Nome           | Anno di costruzione | Lunghezza (m) | Velocità in nodi | Passeggeri/Auto | Bandiera            | Immagine | Note |
| -------------- | ------------------- | ------------- | ---------------- | --------------- | ------------------- | -------- | ---- |
| Sirena Seaways | 2002                | 199,4         | 23               | 600?            | Lituania (bandiera) |          |      |

### Unità destinate ai collegamenti nello stretto di Gibilterra
| Nome           | Anno di costruzione | Lunghezza (m) | Velocità in nodi | Passeggeri/Auto | Bandiera         | Immagine | Note           |
| -------------- | ------------------- | ------------- | ---------------- | --------------- | ---------------- | -------- | -------------- |
| Tanger Express | 1996                | 136,4         | 19,2             | 616/344         |                  |          | Gestito da FRS |
| Kattegat       | 1996                | 136,4         | 19,2             | 616/344         | Cipro (bandiera) |          | Gestito da FRS |
| Ceuta Jet      | 1998                | 60            | 38               | 428/52          | Cipro (bandiera) |          | Gestito da FRS |
| Poniente Jet   | 1999                | 96            | 48               | 755/425         | Cipro (bandiera) |          | Gestito da FRS |

### Unità destinate ai collegamenti per le Baleari
| Nome               | Bandiera | Anno di costruzione | Lunghezza (m) | Velocità in nodi | Passeggeri/Auto | Immagine | Note                               |
| ------------------ | -------- | ------------------- | ------------- | ---------------- | --------------- | -------- | ---------------------------------- |
| Al Andalus Express |          | 1987                | 160,08        | 21,5             | 80/90           |          | In noleggio da Transmanche Ferries |
| Jaume I            |          | 1994                | 77,5          | 37               | 612/135         |          | In noleggio da Baleària            |

### Unità Ro-Ro destinate ai collegamenti nel Mare del Nord
| Nome              | Anno di costruzione | Lunghezza (m) | Velocità in nodi | Stazza | Bandiera             | Immagine | Note                                          |
| ----------------- | ------------------- | ------------- | ---------------- | ------ | -------------------- | -------- | --------------------------------------------- |
| Longstone         | 2018                | 209           | 22               | 32.770 |                      |          | In noleggio a P&O Ferries                     |
| Selandia Seaways  | 1998                | 197           | 21,1             | 24,613 | Danimarca (bandiera) |          |                                               |
| Suecia Seaways    | 1999                | 197           | 21,1             | 24,613 | Danimarca (bandiera) |          |                                               |
| Britannia Seaways | 2000                | 197           | 21,1             | 24,613 | Danimarca (bandiera) |          |                                               |
| Freesia Seaways   | 2005                | 229,8         | 22,4             | 37,939 | Danimarca (bandiera) |          |                                               |
| Ficaria Seaways   | 2006                | 229,8         | 22,4             | 37,939 | Danimarca (bandiera) |          |                                               |
| Magnolia Seaways  | 2003                | 199,8         | 22,4             | 35,523 | Danimarca (bandiera) |          |                                               |
| Petunia Seaways   | 2003                | 199,8         | 22,4             | 35,523 | Danimarca (bandiera) |          |                                               |
| Primula Seaways   | 2004                | 199,8         | 22,4             | 35,523 | Danimarca (bandiera) |          |                                               |
| Begonia Seaways   | 2004                | 230,3         | 24               | 37,722 | Danimarca (bandiera) |          |                                               |
| Botnia Seaways    | 2000                | 162,5         | 20               | 11,530 | Lituania (bandiera)  |          | Utilizzata nei collegamenti Francia - Tunisia |
| Hollandia Seaways | 2019                | 238           | 21               | 60,500 | Danimarca (bandiera) |          |                                               |
| Humbria Seaways   | 2020                | 238           | 21               | 60,500 | Danimarca (bandiera) |          |                                               |
| Flandria Seaways  | 2020                | 238           | 21               | 60,500 | Danimarca (bandiera) |          |                                               |

### Unità Ro-Ro destinate ai collegamenti tra Turchia, Grecia, Francia e Italia
| Nome                | Anno di costruzione | Lunghezza (m) | Capacità di traino | Velocità in nodi | Bandiera | Metri lineari di carico | Note                              |
| ------------------- | ------------------- | ------------- | ------------------ | ---------------- | -------- | ----------------------- | --------------------------------- |
| Lismore             | 2018                | 209           | 300                | 22               |          | 4200                    | Ex Alf Pollak per Tirrenia Cargo. |
| Gallipoli Seaways   | 2001                | 193           | 200                | 21.5             |          | 3214                    | Navi provenienti dalla U.N. Ro-Ro |
| Olympos Seaways     | 2001                | 193           | 200                | 21.5             |          | 3214                    | Navi provenienti dalla U.N. Ro-Ro |
| Cappadocia Seaways  | 2001                | 193           | 200                | 21.5             |          | 3214                    | Navi provenienti dalla U.N. Ro-Ro |
| Aspendos Seaways    | 2005                | 193           | 240                | 21.5             | 3726     |                         | Navi provenienti dalla U.N. Ro-Ro |
| Dardanelles Seaways | 2005                | 193           | 240                | 21.5             | 3726     |                         | Navi provenienti dalla U.N. Ro-Ro |
| Assos Seaways       | 2005                | 193           | 240                | 21.5             | 3726     |                         | Navi provenienti dalla U.N. Ro-Ro |
| Artemis Seaways     | 2005                | 193           | 240                | 21.5             | 3726     |                         | Navi provenienti dalla U.N. Ro-Ro |
| Zeugma Seaways      | 2008                | 223           | 240                | 21.5             | 3726     |                         | Navi provenienti dalla U.N. Ro-Ro |
| Sumela Seaways      | 2008                | 223           | 240                | 21.5             | 3726     |                         | Navi provenienti dalla U.N. Ro-Ro |
| Myra Seaways        | 2009                | 223           | 240                | 21.5             | 3726     |                         | Navi provenienti dalla U.N. Ro-Ro |
| Galata Seaways      | 2010                | 223           | 240                | 21.5             | 3726     |                         | Navi provenienti dalla U.N. Ro-Ro |
| Pergamon Seaways    | 2013                | 208           | 280                | 21.5             | 4094     |                         | Navi provenienti dalla U.N. Ro-Ro |
| Ephesus Seaways     | 2019                | 237           | 450                | 21.5             | 6690     |                         |                                   |
| Troy Seaways        | 2019                | 237           | 450                | 21.5             | 6690     |                         |                                   |

## Rotte effettuate

### Regno Unito - Francia
- Dover ↔ Calais
- Dover ↔ Dunkerque
- Newhaven ↔ Dieppe

### Regno Unito - [Paesi Bassi
- Newcastle ↔ Amsterdam

### Germania - Lituania
- Kiel ↔ Klaipėda

### Lituania - Svezia
- Klaipėda ↔ Karlshamn

### Svezia - Estonia
- Kapellskär ↔ Paldiski

### Estonia - Finlandia
- Paldiski ↔ Hanko

### Danimarca - Norvegia
- Copenaghen ↔ Oslo